# 巴甫利夫卡 (图利钦区)

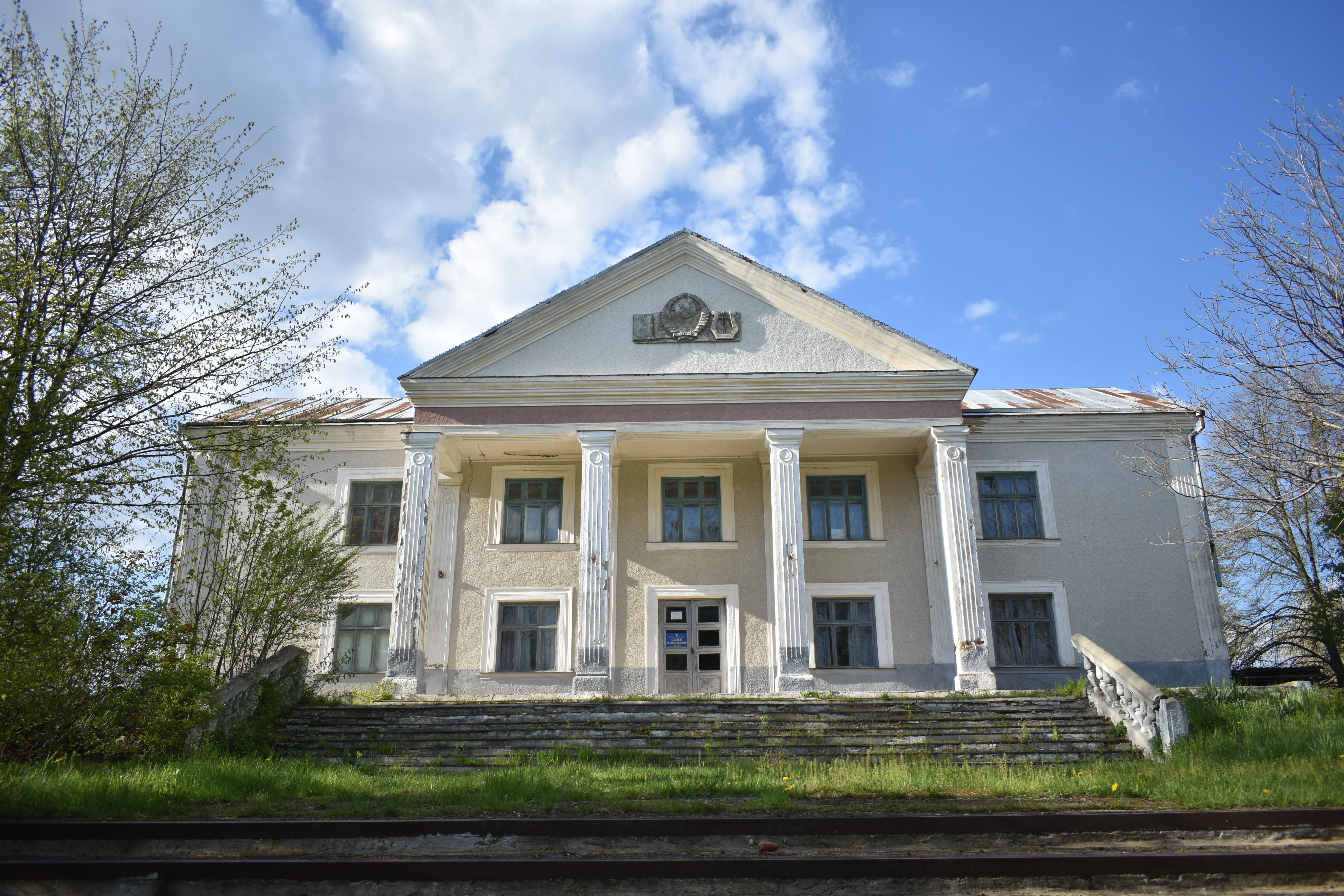
文化中心

巴甫利夫卡（烏克蘭語：Павлівка），是烏克蘭西南部文尼察州圖利欽區克里若皮尔市镇内的村庄。始建於1800年，面積1.97平方公里，海拔高度222米，2001年人口718。